# TEAM.F
team-f fürs Füreinander e. V. ist eine christliche Beratungsorganisation, die Seminare und Beratung für Ehepaare und Familien auf Basis eines an der Bibel orientierten Menschenbildes anbietet. Der Aktionsradius ist deutschlandweit. Der Verein hat 40 hauptamtliche und etwa 800 ehrenamtliche Mitarbeiter. Der Sitz ist Lüdenscheid.

## Geschichte
1987 erfolgte die Gründung von „Neues Leben für Familien e. V.“ unter der Leitung von Claudia und Eberhard Mühlan und Christa und Dirk Lüling in Lüdenscheid. Vorausgegangen waren seit 1981 verschiedene „Familienwochen“, die der neuseeländische Pastor Don Kirkby in Zusammenarbeit mit Jugend mit einer Mission in Deutschland, Österreich und der Schweiz durchführte. 1983 hatte sich unter dem Namen „Neues Leben – Neue Familien“ ein erster Arbeitskreis gegründet. Die kleine Organisation wuchs rasch. Bereits 1988 wurde die Arbeit regionalisiert und 1989 die ersten Regionalleiter berufen. Als der Verein im Jahr 2000 seinen heutigen Namen annahm, gab es bereits 24 fest angestellte Mitarbeiter. 2006 wurde die Team.F Akademie gegründet, deren Leitung Eberhard und Claudia Mühlan übernahmen. Im Jahr 2009 gaben die Gründerehepaare Mühlan und Lüling die Gesamtleitung der Organisation an Nachfolger ab.

## Tätigkeit
Ein Tätigkeitsschwerpunkt von team-f ist das Angebot von Seminaren zu Themen wie Freundschaft und Ehevorbereitung, Paar- und Ehebeziehung, Elternschaft und Kindererziehung, Trennung und Neuorientierung bzw. Lebensgestaltung, stets auf Basis eines bibeltreuen christlichen Weltbildes. Daneben werden über team-f christliche Seelsorger und Berater für eine individuelle Betreuung vermittelt.
Nach eigenen Angaben erreichte team-f 2011 mit 250 Veranstaltungen zum Thema Familie etwa 10.000 Besucher.
Vierteljährlich erscheint das team-f-Magazin, das neben einem Katalog der aktuellen Seminarangebote verschiedene Artikel zum Themenkreis Ehe und Familie enthält.
An der team-f-Akademie werden Ausbildungen angeboten, die in einer Kombination aus Fernstudium und Präsenzseminaren zur Verwendung der Seminarunterlagen der Organisation christlicher Seelsorger und Lebensberater berechtigen.

## Positionen (Auswahl)
Der Verein vertritt in seinen Seminaren und Veröffentlichungen christliche Werte. So werden diverse gesellschaftliche Probleme definiert und anhand von Textstellen aus der Bibel mögliche Antworten gefunden. So soll geholfen werden, „eine biblisch-fundierte Position“ zu beziehen.
- So sei beispielsweise die moderne westliche Gesellschaft gekennzeichnet durch eine Übersexualisierung. Problematisch sei auch, dass Sex und Liebe als zwei getrennte Bereiche betrachtet würden, was den Botschaften der Bibel widerspreche. team-f betont, dass Sexualität eine gute Gabe Gottes ist und ermutigt Menschen, sie ganzheitlich und rücksichtsvoll zu leben.[10]

- Der Verein tritt gegen Pornographie und Prostitution ein und bezeichnet diese in einer Reihe mit sexuellem Missbrauch als Kennzeichen einer „Ausbeutung der Frau“ in der modernen Gesellschaft.

- Der Verein spricht von einer „Schöpfungsordnung Gottes zur Ehe“, die er als „verbindlich“ betrachtet. Der Verein will nach eigenen Angaben „alles“ daransetzen, „dass sie verstanden und eingehalten werden kann“. Der Verein sieht die Ehe als die „ideale Lebensform für Frau und Mann“ und als „Bund auf Lebenszeit“ an. So heißt es auf der Vereinshomepage, dass Mitarbeiter generell nicht zur Ehescheidung raten, jedoch Personen auch nach einer Ehescheidung und bei dem Wunsch nach einer erneuten Heirat beraten und begleiten.[11]

team-f arbeitet konfessionsübergreifend und versteht sich der Deutschen Evangelischen Allianz zugehörig.